# Anton Rahn
Anton Rahn (9. ledna 1813 Rosice – 22. ledna 1876 Vídeň) byl moravský a rakouský důlní podnikatel z Rosicka a politik německé národnosti, během revolučního roku 1848 poslanec rakouského Říšského sněmu.

## Biografie
Pocházel z rodiny, která se dlouhodobě zabývala provozem uhelných dolů v Rosicích a okolí. V roce 1818 jeho otec Adam Rahn získal podíl v důlní společnosti Mutter Gottes Gewerkschaft. V severní části Zbýšova otevřel Adam ve 30. a 40. letech 19. století nové šachty. Po jeho smrti převzal vedení firmy Anton. V roce 1846 založil Důl Antonín, kde se těžilo až do roku 1992. Roku 1853 tento důl dosáhl hloubky 338 metrů, tehdy největší hloubka v Rakousku. V roce 1854 vznikl Důl Jindřich. Kromě toho stál Anton i u vzniku Brněnsko-rosické dráhy.
Během revolučního roku 1848 se zapojil do politického dění. V celostátních volbách roku 1848 byl zvolen na rakouský ústavodárný Říšský sněm. Zastupoval volební obvod Rajhrad. Uvádí se jako majitel uhelných dolů. Patřil ke sněmovní levici.
V Rosicích si nechal Anton Rahn postavit Rahnův palác, novorenesanční objekt podle projektu vídeňského architekta Fridricha Ludwiga von Förstera. V letech 1848–1849 dal postavit ve Zbýšově první hornickou kolonii v lokalitě Dolina, sestávající z 26 bytů. V letech 1850–1861 byl starostou Rosic.
Hlásil se k německé národnosti, ale český tisk ho roku 1882 popisuje jako poctivého Němce, jemuž nikoliv politické smýšlení, nýbrž povaha toho kterého člověka vždy měřítkem byla. Jako největší daňový poplatník ve Zbejšově prý nikdy nevystupoval proti etnicky českému charakteru obce. Zemřel v lednu 1876 ve Vídni. Je pochován v Rosicích.